# Блок-Пост 149 км
Блок-Пост 149 км (рос. Блок-Пост 149 км) — селище у складі Юргинського округу Кемеровської області, Росія.
Стара назва — Семьорка.

## Населення
Населення — 13 осіб (2010; 24 у 2002).
Національний склад (станом на 2002 рік):
- росіяни — 100 %